# Солей Рояль (лінійний корабель, 1692)
«Соле́й Роя́ль» (фр. Soleil-Royal  'Сонце королівське') — французький 104-гарматний лінійний корабель І рангу, другий корабель, названий на честь «короля-сонця».

## Історія будівництва
Корабель був закладений на корабельні Бреста як Foudroyant. Будівництво велося під керівництвом корабельного майстра Блезом Пангало, та був введений в стрій в 1693 році під назвою Soleil-Royal. За більшістю характеристик повторював перший лінкор «Солей Рояль», 1670 р., флагман адмірала Турвіля, який був знищений у битві при Барфлері. Тому у деяких джерелах ці кораблі вважають одним судном.

## Конструкція
Трищогловий вітрильний лінійний корабель. На трьох деках (палубах) судно несло 104/112 гармат калібру від 4 до 36 фунтів.

## Служба
У 1707 році, під час осаду Тулону імперсько-савойськими військами під керівництвом Євгенія Савойського та британським флотом корабель був затоплений разом з іншими французькими кораблями в Тулоні. Попри те, що осада Тулона була знята, стан кораблів, які пробули під водою близько місяця, був визнаний незадовільним для подальшого використання. Корабель було піднято та продано на брухт. Вибув зі служби у 1713 році.